# Gonçalves (futbolista)
Marcelo Gonçalves Costa Lopes (Río de Janeiro, Brasil, 22 de febrero de 1966), más conocido como Marcelo Gonçalves o simplemente Gonçalves, es un exfutbolista y actual comentarista deportivo brasileño. En su etapa como jugador profesional se desempeñaba como defensa.
Fue director ejecutivo del Avaí entre 2015 y 2016.

## Selección nacional
Fue internacional con la selección de fútbol de Brasil en 24 ocasiones y convirtió un gol. Ganó la Copa América y la Copa Confederaciones en 1997. También formó parte de la selección subcampeona de la Copa del Mundo de 1998.

### Participaciones en Copas del Mundo
| Mundial                        | Sede    | Resultado  | Partidos | Goles |
| ------------------------------ | ------- | ---------- | -------- | ----- |
| Copa Mundial de Fútbol de 1998 | Francia | Subcampeón | 2        | 0     |

### Participaciones en Copas Confederaciones
| Copa                           | Sede           | Resultado | Partidos | Goles |
| ------------------------------ | -------------- | --------- | -------- | ----- |
| Copa FIFA Confederaciones 1997 | Arabia Saudita | Campeón   | 1        | 0     |

### Participaciones en Copas América
| Copa              | Sede    | Resultado |
| ----------------- | ------- | --------- |
| Copa América 1997 | Bolivia | Campeón   |

### Participaciones en Copas de Oro
| Copa                            | Sede           | Resultado    |
| ------------------------------- | -------------- | ------------ |
| Copa de Oro de la Concacaf 1998 | Estados Unidos | Tercer lugar |

## Clubes
| Club            | País   | Año       |
| --------------- | ------ | --------- |
| Flamengo        | Brasil | 1987-1988 |
| Santa Cruz      | Brasil | 1988      |
| Flamengo        | Brasil | 1989      |
| Botafogo        | Brasil | 1989-1990 |
| Tecos de la UAG | México | 1990-1995 |
| Botafogo        | Brasil | 1995-1997 |
| Cruzeiro        | Brasil | 1997      |
| Botafogo        | Brasil | 1998      |
| Internacional   | Brasil | 1999      |

## Palmarés

### Campeonatos regionales
| Título                  | Club     | País   | Año  |
| ----------------------- | -------- | ------ | ---- |
| Taça Guanabara          | Flamengo | Brasil | 1988 |
| Taça Guanabara          | Flamengo | Brasil | 1989 |
| Campeonato Carioca      | Botafogo | Brasil | 1990 |
| Taça Cidade Maravilhosa | Botafogo | Brasil | 1996 |
| Taça Río                | Botafogo | Brasil | 1997 |
| Taça Guanabara          | Botafogo | Brasil | 1997 |
| Campeonato Carioca      | Botafogo | Brasil | 1997 |
| Torneo Río-São Paulo    | Botafogo | Brasil | 1998 |

### Campeonatos nacionales
| Título           | Club            | País   | Año  |
| ---------------- | --------------- | ------ | ---- |
| Copa União       | Flamengo        | Brasil | 1987 |
| Primera División | Tecos de la UAG | México | 1994 |
| Serie A          | Botafogo        | Brasil | 1995 |

### Copas internacionales
| Título               | Selección | Sede           | Año  |
| -------------------- | --------- | -------------- | ---- |
| Copa América         | Brasil    | Bolivia        | 1997 |
| Copa Confederaciones | Brasil    | Arabia Saudita | 1997 |